# Gruta do Parque do Capelo
A Gruta do Parque do Capelo é uma gruta portuguesa localizada na freguesia do Capelo concelho da Horta, ilha do Faial, arquipélago dos Açores.
Esta formação geológica apresenta uma geomorfologia de Tubo de lava e localiza-se numa encosta montanhosa. Tem um comprimento de 55.3 m, uma largura máxima de 5.2 m e uma altura máxima de 1.6 m encontra-se dentro da área classificada da Reserva Florestal Natural do Parque do Capelo.

## Espécies observáveis
- Trechus oromii Coleóptera Carabidae